# The Nearest Faraway Place Volume 3
The Nearest Faraway Place Volume 3 is het dertiende soloalbum van Gert Emmens; het derde album in zijn The Nearest Faraway Place-serie en ook de laatste. Het album dat vol staat met elektronische muziek uit de Berlijnse School wordt afgesloten met Conclusion een track die hij samen opnam met Cadenced Haven. Emmens combineert melodieën met sequencers, maar wringt ook wel sequencers omelkaar heen. De delen worden achter elkaar doorgespeeld.

## Musici
- Gert Emmens – toetsinstrument en computerapparatuur

met
- Jan Dieterich – gitaar (deel 16 en 18)
- Tessa Asenjo-Fernández en Cara Asenjo-Fernández – stem (deel 18 en 21)
- Cadenced Haven (Laila Quraishi, vrouw van Gert) – toetsinstrumenten op Conclusion

## Tracklist
Allen door Gert Emmens 

| Nr. | Titel      | Duur  |
| --- | ---------- | ----- |
| 1.  | Part 15    | 10:59 |
| 2.  | Part 16    | 11:35 |
| 3.  | Part 17    | 11:08 |
| 4.  | Part 18    | 11:37 |
| 5.  | Part 19    | 12:43 |
| 6.  | Part 20    | 11:22 |
| 7.  | Part 21    | 3:23  |
| 8.  | Conclusion | 4:03  |